# Amikor a nő zavarba jön
Amikor a nő zavarba jön vagy Amikor az asszony összezavarodik (eredeti címe Quand la femme s’en mêle), 1957-ben bemutatott fekete-fehér francia bűnügyi film Yves Allégret rendezésében. Ebben a filmben tűnt fel először a filmvásznon Alain Delon. 1957. november 15-én mutatták be Párizsban.

## Cselekmény
Henri Godot, egy párizsi éjszakai lokál tulajdonosa megbízza a fiatal bérgyilkost, Jot, hogy ölje meg riválisát, Bobyt, aki elszerette tőle szeretőjét, Maine-t. Marseille-ből megérkezik Párizsba Colette, Maine lánya, valamint Marine első férje, Félix Seguin. Félix arra kéri Godot-t, hogy gyilkoltassa meg Coudert-t, mivel ő gyújtotta fel azt az áruházat ahol Félix első felesége halálát lelte. Az ezt követő véres eseményekben Jo meghal. Colette és Felix visszatérnek Marseille-be, Maine-t és Godot-t várja már Verdier rendőrbiztos.

## Szereplők
- Edwige Feuillère: "Maine" néven ismert Angèle, Félix volt felesége
- Jean Servais: "Riton" néven ismert Henri Godot, öregedő gengszter
- Jean Debucourt: Auguste Coudert de la Taillerie, üzletvezető
- Bernard Blier: Félix Seguin, vidéki postás, "Maine" volt férje
- Pascale Roberts: Gigi
- Sophie Daumier: Colette Seguin, Félix és Maine lány
- Jean Lefebvre: Fred, Riton egyik embere
- Yves Deniaud: Bobby
- Bruno Cremer: M. Coudert de la Taillerie bérence
- Alain Delon: Jo, Riton egyik embere
- Pierre Mondy: Verdier, rendőr
- Alain Nobis: Le Vilain, Bobby egyik embere
- Henri Cogan: Alberti, Bobby egy embere
- Jess Hahn: La Couture, Bobby egyik embere
- Michel Jourdan: Riton bérence
- Bruno Balp: kabaré portás
- Madeleine Barbulée: cukrász
- Henri Coutet: Georges, masiniszta
- Annie Darnis: Kuntz szobalánya
- Anne-Marie Mersen: virágárus lány
- Jean-Marie Serreau: Kuntz, biztosítási ügynök a „Méh” nevű társaságnál.[2]